# Nenadkevichiet

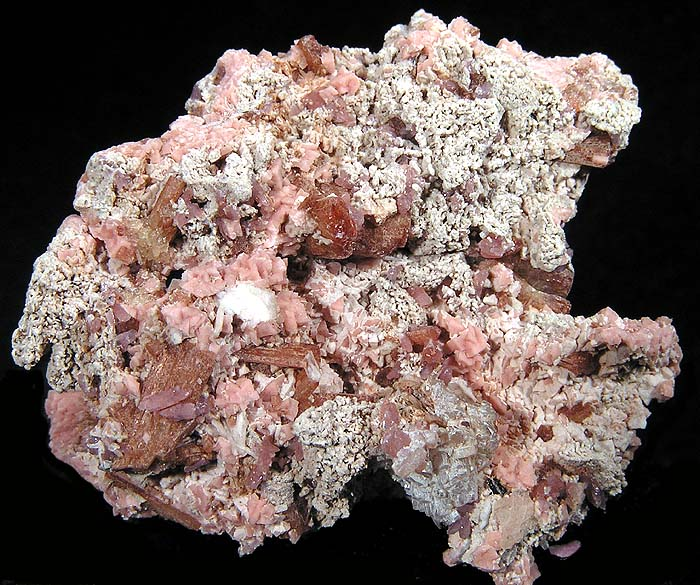

Het mineraal nenadkevichiet is een gehydrateerd natrium-calcium-kalium-niobium-titanium-silicaat met de chemische formule (Na,Ca,K)(Nb,Ti)Si2O6(O,OH)·2(H2O). Het mineraal behoort tot de cyclosilicaten.

## Eigenschappen
Het opaak beige, gele, roze of bruine nenadkevichiet heeft een doffe glans, een lichtroze streepkleur en de splijting is onduidelijk volgens het kristalvlak [001]. Nenadkevichiet heeft een gemiddelde dichtheid van 2,86 en de hardheid is 5. Het kristalstelsel is orthorombisch en de radioactiviteit van het mineraal is nauwelijks meetbaar. De gamma ray waarde volgens het American Petroleum Institute is 10,80.

## Naamgeving
Het mineraal nenadkevichiet is genoemd naar de Russische mineraloog en geochemicus Konstantin A. Nenadkevich.

## Voorkomen
Nenadkevichiet werd gevonden tussen microklien-kristallen in een natroliet-albiet-rijke pegmatiet in een nefelien-syeniet. De typelocatie is het Lovozero massief op het schiereiland Kola in Rusland. Het wordt ook gevonden op Monte St. Hilaire, Quebec, Canada.